# Eastern Region (Uganda)

Lage der Eastern Region

Die Eastern Region ist eine von vier Regionen in Uganda. Laut der Volkszählung in Uganda aus dem Jahr 2014 betrug die Einwohnerzahl der Region 9.042.420 auf einer Fläche von 39.478,8 km². Die regionale Hauptstadt befindet sich in der Stadt Mbale. Die Region gliedert sich in mehrere Distrikte.

## Demografie
Die Bevölkerungszahl wird für 2020 auf 10.836.500 geschätzt. Davon lebten im selben Jahr 12,8 Prozent in städtischen Regionen und 87,2 Prozent in ländlichen Regionen.
| Zensusjahr | Einwohnerzahl |
| ---------- | ------------- |
| 1994       | 4.128.469     |
| 2002       | 6.204.915     |
| 2014       | 9.042.420     |

## Distrikte
2020 besteht die Eastern Region aus 37 Distrikten:
| Distrikt             | Einwohnerzahl (Zensus 1991) | Einwohnerzahl (Zensus 2002) | Einwohnerzahl (Zensus 2014) |
| -------------------- | --------------------------- | --------------------------- | --------------------------- |
| Distrikt Amuria      |                             |                             | 183.348                     |
| Distrikt Budaka      | 100.348                     | 136.489                     | 207.597                     |
| Distrikt Bududa      | 079.218                     | 123.103                     | 210.173                     |
| Distrikt Bugiri      | 171.269                     | 266.944                     | 382.913                     |
| Distrikt Bugweri     |                             |                             | 164.886                     |
| Distrikt Bukedea     | 075.272                     | 122.433                     | 203.600                     |
| Distrikt Bukwa       | 030.692                     | 048.952                     | 089.356                     |
| Distrikt Bulambuli   | 064.576                     | 097.273                     | 174.508                     |
| Distrikt Busia       | 163.597                     | 225.008                     | 323.662                     |
| Distrikt Butaleja    | 106.678                     | 157.489                     | 244.153                     |
| Distrikt Butebo      |                             |                             | 111.762                     |
| Distrikt Buyende     | 130.775                     | 191.266                     | 323.067                     |
| Distrikt Iganga      |                             |                             | 339.311                     |
| Distrikt Jinja       | 289.476                     | 387.573                     | 471.242                     |
| Distrikt Kaberamaido |                             |                             | 105.152                     |
| Distrikt Kalaki      |                             |                             | 109.874                     |
| Distrikt Kaliro      |                             |                             | 236.199                     |
| Distrikt Kamuli      | 249.317                     | 361.399                     | 486.319                     |
| Distrikt Kapchorwa   | 048.667                     | 074.268                     | 105.186                     |
| Distrikt Kapelebyong |                             |                             | 087.580                     |
| Distrikt Katakwi     | 075.244                     | 118.928                     | 166.231                     |
| Distrikt Kibuku      | 091.216                     | 128.219                     | 202.033                     |
| Distrikt Kumi        | 102.030                     | 165.365                     | 239.268                     |
| Distrikt Kween       | 037.343                     | 067.171                     | 093.667                     |
| Distrikt Luuka       | 130.408                     | 185.526                     | 238.020                     |
| Distrikt Manafwa     |                             | 115.451                     | 149.544                     |
| Distrikt Mayuge      | 216.849                     | 324.674                     | 473.239                     |
| Distrikt Mbale       | 240.929                     | 332.571                     | 488.960                     |
| Distrikt Namayingo   | 068.038                     | 145.451                     | 215.442                     |
| Distrikt Namisindwa  |                             |                             | 204.281                     |
| Distrikt Namutumba   | 123.871                     | 167.691                     | 252.562                     |
| Distrikt Ngora       | 059.392                     | 101.867                     | 141.919                     |
| Distrikt Pallisa     |                             | 147.115                     | 275.127                     |
| Distrikt Serere      | 090.386                     | 176.479                     | 285.903                     |
| Distrikt Sironko     | 147.729                     | 097.273                     | 242.422                     |
| Distrikt Soroti      | 113.872                     | 193.310                     | 296.833                     |
| Distrikt Tororo      | 285.299                     | 379.399                     | 517.082                     |